# Hilarographa bosavina
Hilarographa bosavina is een vlinder uit de familie bladrollers (Tortricidae). De wetenschappelijke naam van de soort is voor het eerst geldig gepubliceerd in 2009 door Józef Razowski.

## Type
- holotype: "female. 7.I.1986. leg. D.J.L. Agassiz. genitalia slide no. 31862"
- instituut: BMNH. Londen, Engeland
- typelocatie: "Papua New Guinea, Southern Highlands, Bosavi, 2300 ft"